# Uhuru Kenyatta

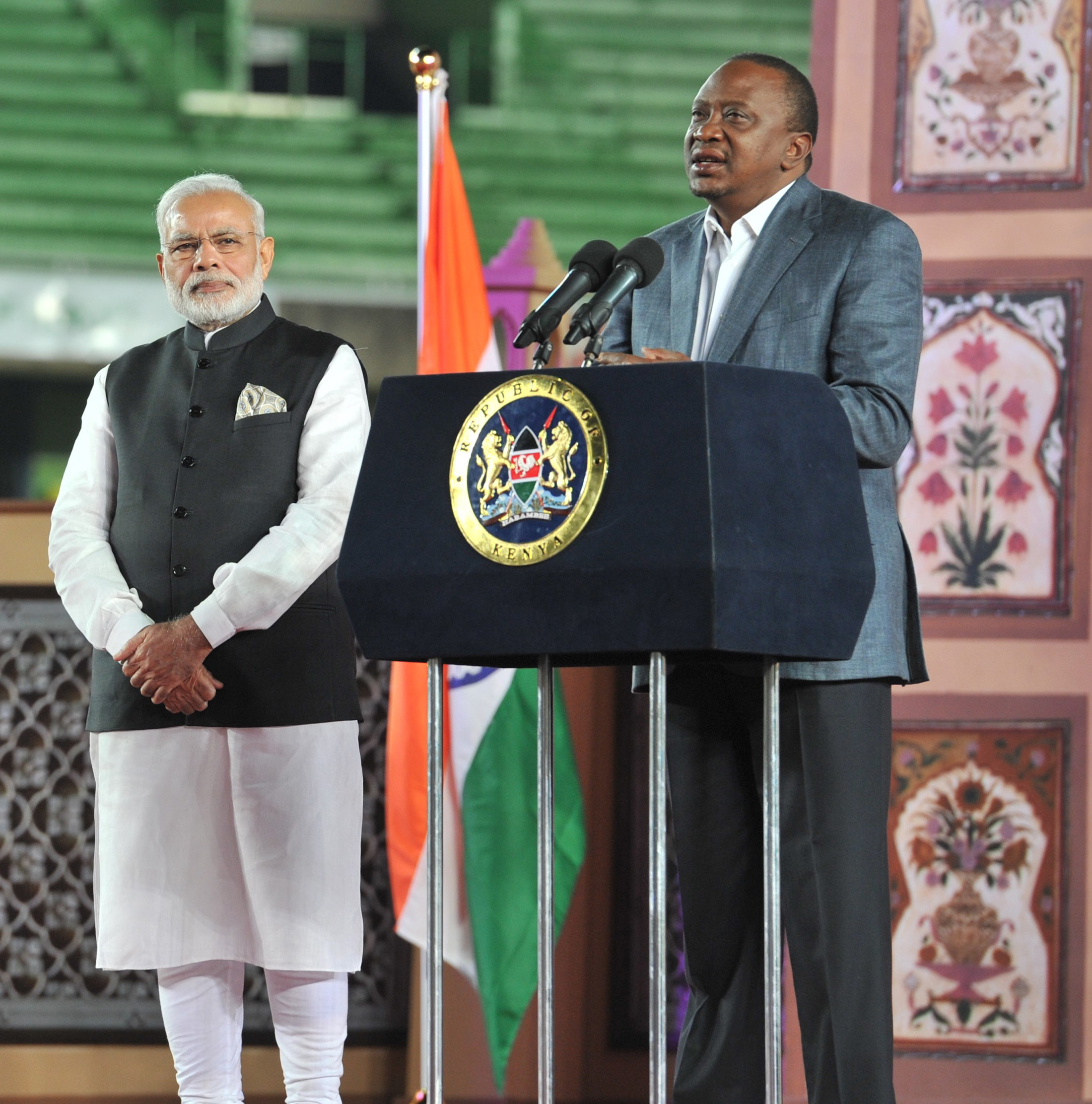
Uhuru Kenyatta w towarzystwie premiera Indii Narendry Modiego, 10 lipca 2016

Uhuru Kenyatta (ur. 26 października 1961 w Nairobi) – kenijski polityk, w latach 2001–2002 i w 2008 minister rządu lokalnego, w latach 2008–2009 minister handlu, w latach 2009–2012 minister finansów, w latach 2008–2013 wicepremier Kenii, w latach 2013–2022 prezydent kraju. W latach 2005–2012 przewodniczący Afrykańskiego Narodowego Związku Kenii.

## Życiorys
Jest synem pierwszego prezydenta Kenii, Jomo Kenyatty oraz jego czwartej żony, Nginy Kenyatty, zwanej popularnie w kraju Mamą Nginą. Należy do grupy etnicznej Kikuyu, a jego rodzina była jedną z najbogatszych w kraju. Jego imię Uhuru, w języku suahili oznacza „wolność”.
Kenyatta uczęszczał do prestiżowej szkoły St Mary's School w Nairobi. Następnie wyjechał na studia do Wielkiej Brytanii oraz do Stanów Zjednoczonych, gdzie studiował ekonomię i nauki polityczne na Amherst College.
Na scenie politycznej zaistniał w 1997 roku, gdy został przewodniczącym partii KANU w swej rodzinnej miejscowości. W tym samym roku wziął udział w wyborach, ubiegając się o mandat w parlamencie z okręgu Gatundu South Constituency, z którego wcześniej kandydował jego ojciec. Przegrał jednak z Mosesem Mwihią, mało znanym stołecznym architektem. Po porażce wyborczej Kenyatta wycofał się z życia politycznego. Swoją uwagę skupił na kierowaniu rodzinnym interesem, w skład którego wchodziła sieć 5-gwiazdkowych hoteli, linie lotnicze oraz gospodarstwa hodowlane.
Z politycznego niebytu wyrwał go prezydent Daniel Moi, który w 1999 roku mianował Kenyattę przewodniczącym Kenya Tourism Board (Zarząd Turystyki Kenii). W październiku 2001 roku Kenyatta wszedł w skład parlamentu, a w listopadzie 2001 roku prezydent Moi mianował go ministrem rządu lokalnego w swoim gabinecie. W marcu 2002 roku został wybrany jednym z czterech wiceprzewodniczących KANU. W czasie urzędowania Kenyatta zyskał duże zaufanie prezydenta Moi, przez co ten pod koniec swojej kadencji w lipcu 2002 roku, namaścił go na swojego następcę. W październiku 2002 roku wybór prezydenta zatwierdziło kierownictwo partii i oficjalnie mianowało Kenyattę kandydatem KANU w wyborach prezydenckich zaplanowanych na grudzień tego samego roku.
W wyborach prezydenckich z 27 grudnia 2002 Kenyatta został sromotnie pokonany przez lidera opozycji, Mwai Kibakiego, co oznaczało zakończenie 39-letnich rządów partii KANU. Uzyskał 31% głosów poparcia, podczas gdy Kibaki zdobył 62% głosów. Jego porażkę tłumaczono niewielkim doświadczeniem politycznym i odbieraniem jego osoby przez społeczeństwo jako człowieka prezydenta Moi, mającego zapewnić mu spokojną emeryturę. Kenyatta uzyskał jednakże mandat parlamentarny i został liderem opozycji. W styczniu 2005 roku objął stanowisko przewodniczącego KANU, pokonując w partyjnym głosowaniu Nicholasa Biwotta stosunkiem głosów 2980 do 622.
We wrześniu 2007 roku Kenyatta zdecydował się nie brać udziału w grudniowych wyborach prezydenckich, udzielając poparcia swemu dotychczasowemu przeciwnikowi politycznemu, prezydentowi Mwai Kibakiemu. Jak wyjaśniał nie zdecydował się na start, nie będąc pewnym zwycięstwa.
Po kwestionowanym zwycięstwie Kibakiego w wyborach prezydenckich, co w rezultacie doprowadziło kraj na krawędź wojny domowej, Uhuru Kenyatta 8 stycznia 2008 został mianowany ministrem rządu lokalnego w jego gabinecie. 13 kwietnia 2008, po utworzeniu rządu jedności narodowej z Pomarańczowym Ruchem Demokratycznym Raili Odingi po długich negocjacjach politycznych, Kenyatta objął stanowisko wicepremiera i ministra handlu. 23 stycznia 2009 w wyniku zmian w gabinecie objął funkcję wicepremiera i ministra finansów.
W marcu 2011 roku prokurator Międzynarodowego Trybunału Karnego wysunął wobec Kenyatty i pięciu innych kenijskich polityków oskarżenie o dokonanie zbrodni przeciwko ludzkości w czasie zamieszek po wyborach prezydenckich z 2007 roku. 23 stycznia 2012 Biuro Prokuratora wysunęło oficjalny akt oskarżenia, w którym potwierdziło zarzut zbrodni przeciwko ludzkości, w tym morderstwa, deportacji bądź przymusowych przesiedleń, gwałtu, prześladowania oraz innych niehumanitarnych działań. MTK uznał go za pośredniego współprzestępcę, odpowiedzialnego za dokonanie ataku pomiędzy 24 a 28 stycznia 2008 na mieszkańców miast Nakuru i Naivasha, popierających w czasie wyborów kandydaturę Raili Odingi. Zdaniem MTK, Kenyatta miał odgrywać centralną rolę w rozmowach między rządem a bojówkami Mungiki i przyczynić się do ich odwetowego ataku na ludność cywilną. W rezultacie oskarżeń, 26 stycznia 2012 zrezygnował ze stanowiska ministra finansów, zachowując jednakże funkcję wicepremiera.
W 2012 roku został pozbawiony stanowiska przewodniczącego oraz członkostwa w KANU. W tym samym roku postanowił ubiegać się o stanowisko prezydenta w wyborach prezydenckich z ramienia Sojuszu Narodowego. W grudniu 2012 roku zawarł sojusz polityczny z Williamem Ruto, również oskarżonym przez MTK o zbrodnie przeciwko ludzkości w czasie zamieszek z 2008 roku. W wyniku porozumienia Ruto został kandydatem na urząd wiceprezydenta u boku Kenyatty.
W czasie kampanii wyborczej kwestia przyszłego procesu Kenyatty przed MTK, którego początek zaplanowany został na wiosnę 2013 roku, była jednym z głównych tematów, spychając na dalszy plan sprawy gospodarcze. Kenyatta zaprzeczał postawionym mu zarzutom, deklarując jednocześnie pełną gotowość do uczestnictwa w procesie, również w razie ewentualnej wygranej w wyborach. Kwestię zarzutów MTK uznał za mieszanie się w sprawy wewnętrzne kraju, przedstawiając się jako ofiarę zagranicznego spisku.
W wyborach prezydenckich z 4 marca 2013 jego głównym rywalem był urzędujący premier Raila Odinga. Głosowanie, które w odróżnieniu od poprzednich wyborów, przebiegło w pokojowej atmosferze, zakończyło się zwycięstwem Kenyatty już w pierwszej turze. Według oficjalnych wyników podanych do publicznej wiadomości 9 marca 2013, z kilkudniowym opóźnieniem z powodu awarii elektronicznego systemu zliczania głosów i konieczności ręcznego liczenia, uzyskał 50,07% głosów poparcia, podczas gdy premier Odinga 43,31% głosów. Premier Odinga zakwestionował wyniki głosowania, wysuwając zarzut masowych fałszerstw oraz zapowiadając złożenie skargi do Sądu Najwyższego. 30 marca 2013 kenijski Sąd Najwyższy ogłosił, iż wybór Uhuru Kenyatty na prezydenta Kenii był ważny. W związku z tym Kenyatta objął urząd 9 kwietnia 2013.

## Odznaczenia
- Wielce Starożytny Order Welwiczji Przedziwnej (Namibia, 2019)[21]